# Austrogomphus guérini
Austrogomphus guérini är en trollsländeart som först beskrevs av Jules Pièrre Rambur 1842.  Austrogomphus guérini ingår i släktet Austrogomphus och familjen flodtrollsländor. Inga underarter finns listade i Catalogue of Life.

## Bildgalleri

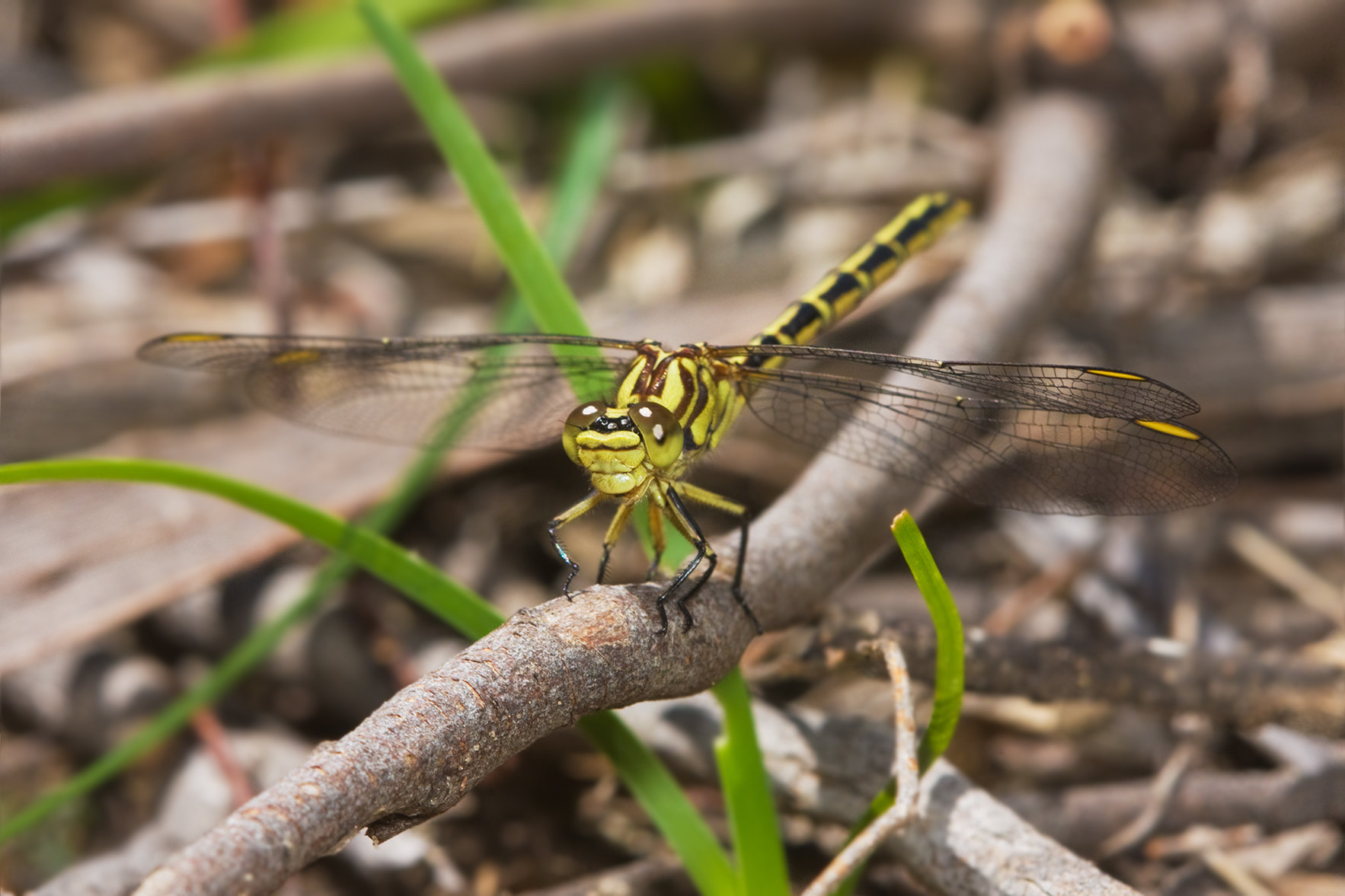
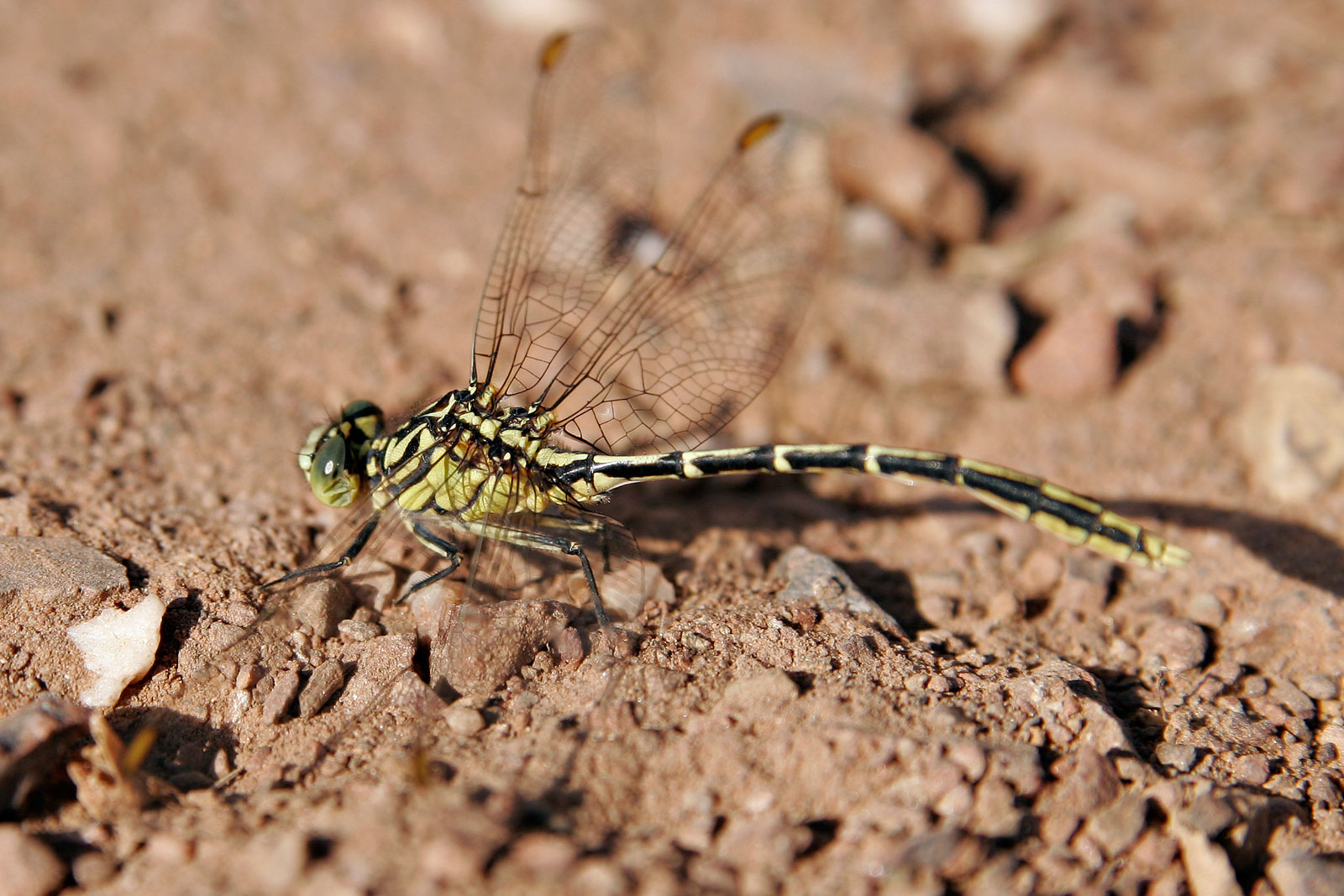
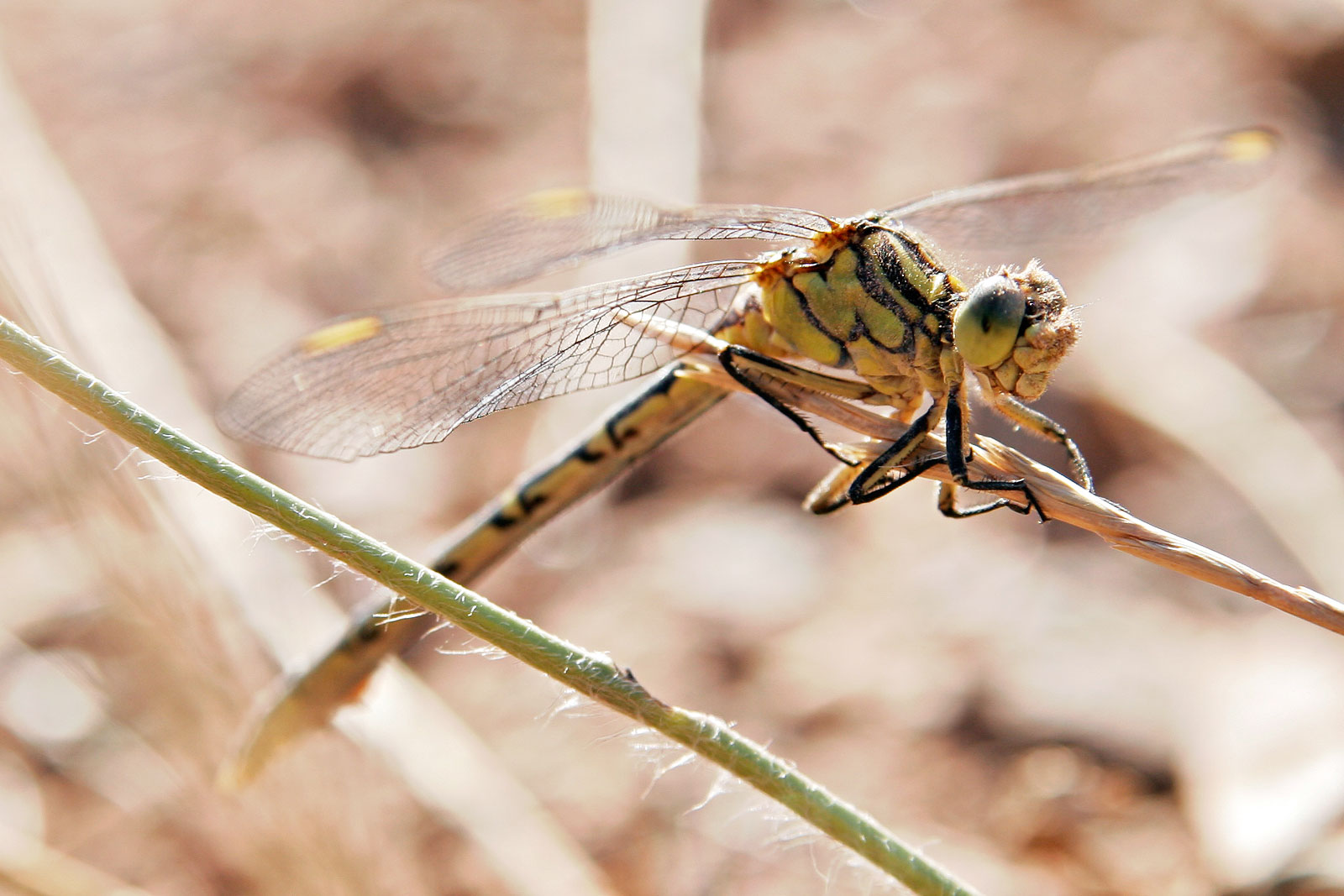
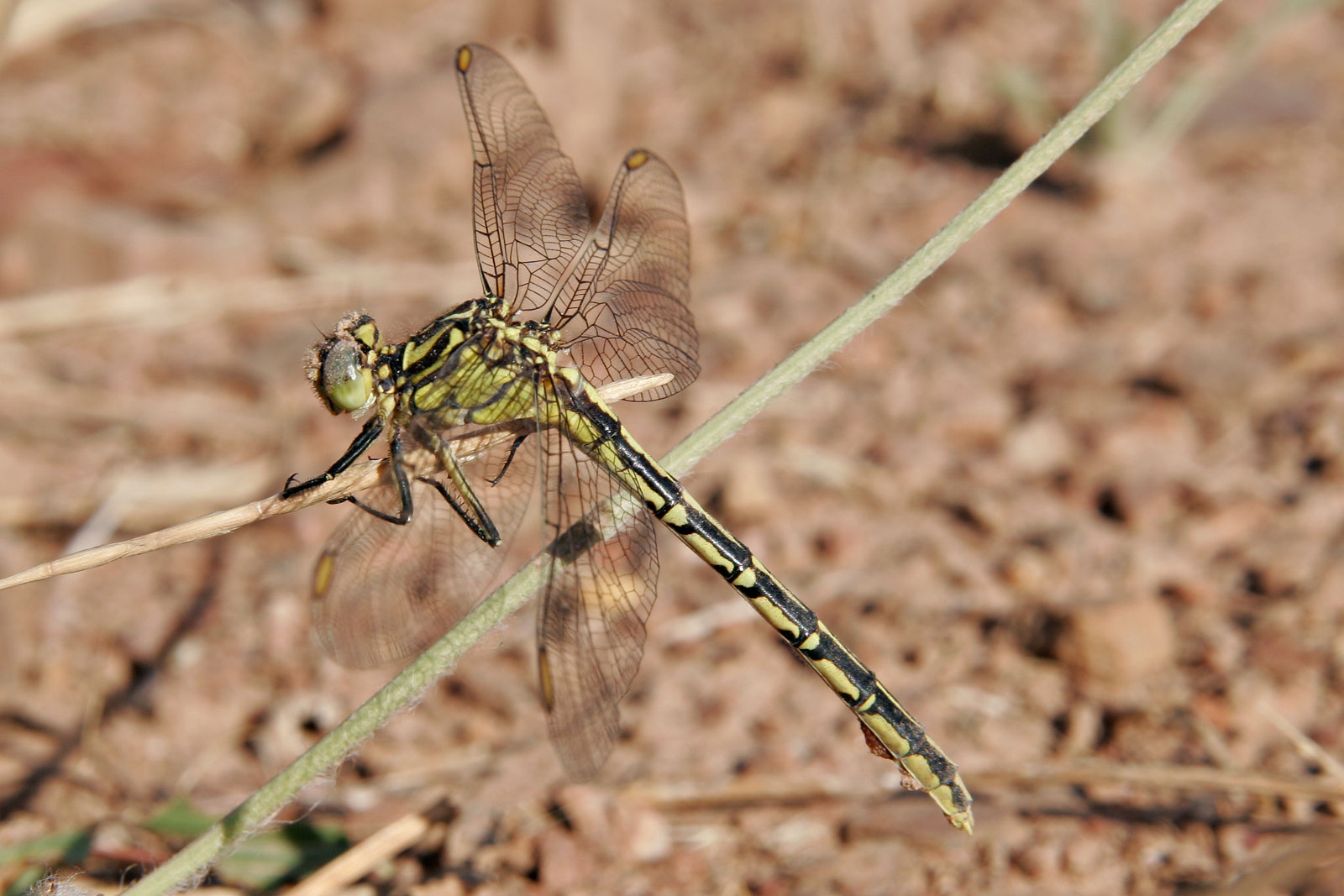